# André Maurois

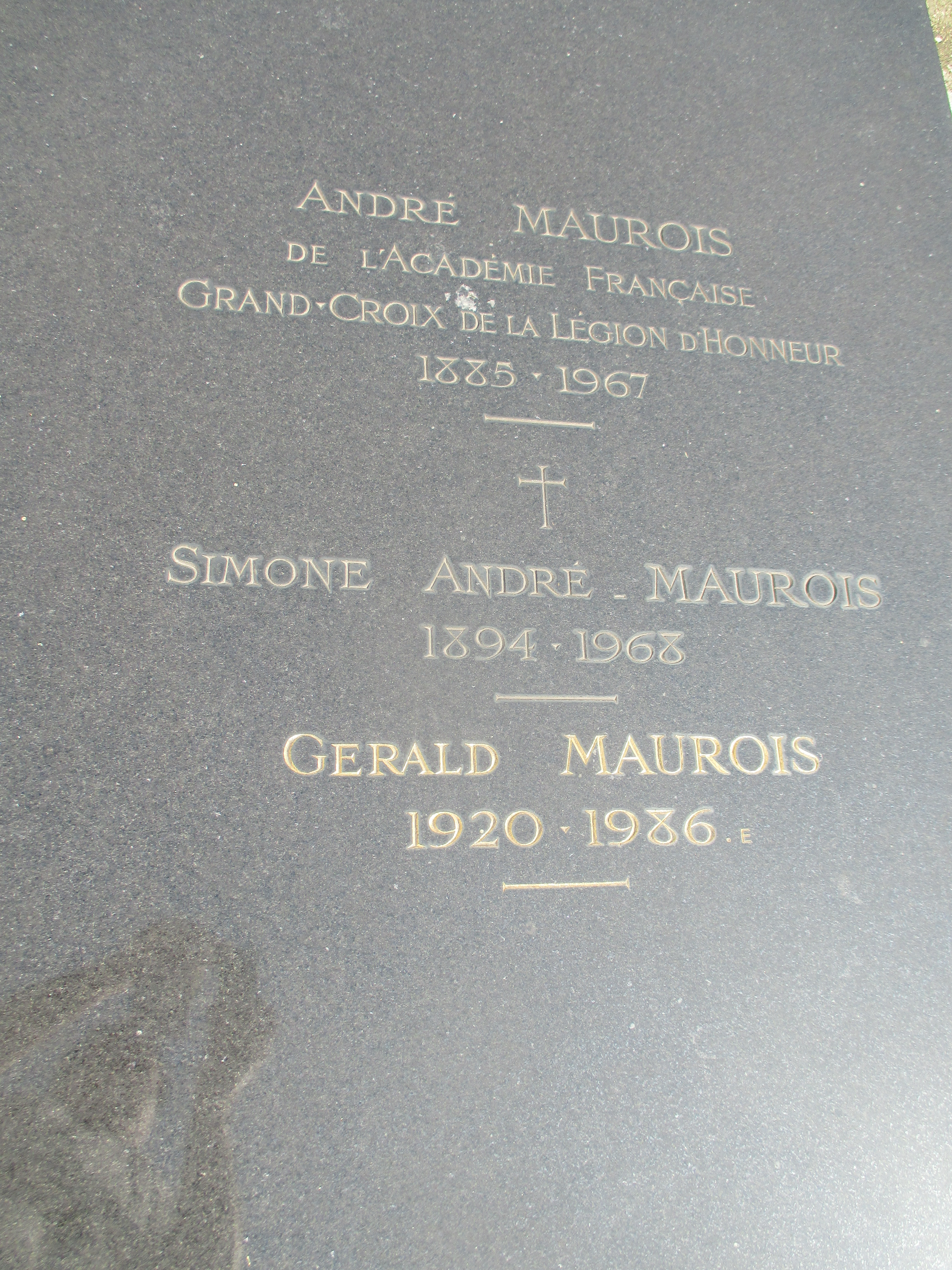
Náhrobek na hřbitově 'Cimetière ancien de Neuilly-sur-Seine'

André Maurois, [ɑ̃ˈdreɪ mɔˈrwa] (IPA), vlastním jménem Émile Salomon Wilhelm Herzog (26. července 1885 Elbeuf – 9. října 1967 Neuilly-sur-Seine), byl francouzský spisovatel, esejista, historik, kritik a publicista. Původní pseudonym André Maurois přijal za vlastní jméno v roce 1947.

## Život
Narodil se v průmyslnické rodině z Alsaska, která po obsazení Alsaska Německem po Prusko-francouzské válce v letech 1870–1871 přesídlila do Normandie. Vystudoval Lycée Corneille v Rouenu. Zde ho mimo jiné učil Émile Chartier, známý pod pseudonymem Alain. Pak pracoval deset let v otcově továrně. Byl velkým obdivovatelem anglické kultury a anglického stylu života. Díky svým znalostem působil během první světové války v armádě jako vojenský tlumočník a styčný důstojník u britského expedičního sboru. Z této zkušenosti čerpal ve svých prvních satirických knihách. Po jejich úspěchu se věnoval literatuře. V roce 1938 byl zvolen do Francouzské akademie.
V roce 1939 opět nastoupil do armády. Po porážce Francie odešel přes Anglii a Kanadu do USA.

## Dílo
Ze svého působení v armádě v době první světové války napsal satiry Mlčení plukovníka Bambla (1918) a Řeči doktora O’Grady (1922), které mu získaly ihned velkou popularitu a byly přeloženy do řady jazyků.
Je autorem románů z prostředí normandského zámožného měšťanstva: Bernard Quesnay (1926), Dvě lásky Filipa Marcenata (1928) nebo Rodinný kruh (1932). Další jeho romány jsou Pud štěstí (1934), Zaslíbená země (1946) a Zářijové růže (1957).
Velmi populární jsou jeho románové životopisy řady slavných osobností: Honoré de Balzac, Robert Browning a Elizabeth Barrettová-Browningová, George Gordon Byron, François René de Chateaubriand, Frédéric Chopin, Benjamin Disraeli, Alexander Fleming, Victor Hugo, Cecil Rhodes, George Sandová, Percy Bysshe Shelley, Ivan Sergejevič Turgeněv, Voltaire a dalších.
Napsal rovněž Dějiny Anglie, Francie, Německa a Spojených států amerických.

## Výroky
- Všechno, co odpovídá našemu přání se zdá pravdivé. Všechno, co tomu neodpovídá nás rozvíří.

## Spisy
- Les silences du colonel Bramble (1918, Mlčení plukovníka Brambla, též Plukovník Bramble mlčí) – satirická próza
  - český překlad Otto Rádl, KDA, svazek 188, Praha : Kamilla Neumannová, 1930
- Ni ange ni bęte (1919, Anděl či bestie, česky též pod názvem Jen člověk)
- Les bourgeois de Witzheim (1920)
- Le Général Bramble (1920, Generál Bramble)
- Les discours du Docteur O'Grady (1922, Řeči doktora O’Grady, též pod názvem Doktor O'Grady mluví) – satirická próza
- La hausse et la baisse (1922)
- Ariel, ou la vie de Shelley (1923, Ariel aneb život Shelleyho) – beletrizovaný životopis Percy Bysshe Shelleyho. Vyšlo též pod názvem: Básník a svět : Život, lásky a smrt básníka P. B. Shelleyho
- Par la faute de Monsieur de Balzac 1923
- Dialogues sur le commandement (1924, Rozhovory o velení)
- Essais sur la littérature anglaise (1924, Eseje o anglické literatuře)
- Arabesques (1925, Arabesky)
- Lord Byron et le démon de la tendresse 1925
- Portrait d'une actrice (1925, Portrét jedné herečky)
- Anarchie 1926
- Bernard Quesnay (1926) – román z prostředí normandské průmyslnické rodiny
- Une carricre 1926
- Meipe, ou la délivrance 1926
- Les souffrances du jeune Werther (1926, Utrpení mladého Werthera)
- Les Anglais (1927, Angličané)
- Ce qu'on appelle charme 1927
- Le chapitre suivant, 1927
- Conseils ŕ un jeune Français partant pour l'Angleterre, 1927
- La conversation, (1927, Rozhovor)
- Décors, 1927
- Un essai sur Dickens, (1927, Esej o Dickensovi)
- Petite histoire de l'espèce humaine, (1927, Příběh lidstva)
- Quatre études anglaises (1927: Mme du Deffand et Horace Walpole, Lord Byron et le démon de la tendresse de Ruskin à Wilde la jeune littérature anglaise
- Études anglaises, (1927, Anglická studie)
- Rouen, 1927
- La Vie de Disraëli, (1927, Život Benjamina Disraeliho)
- Aspects de la biographie, (1928, Aspekty biografie) – literární eseje
- Climats (1928, Dvě lásky Filipa Marcenata) – román, ISBN 80-85281-32-5
- Contact (1928)
- Les derniers jours de Pompéi (1928, Poslední dny Pompejí)
- Deux fragments d'une histoire universelle 1929 (1928, Dva fragmenty univerzální historie)
- Le pays des trente-six mille volontés (1928, Země tisíce rozmarů, též jako Země tisíce splněných přání) – pohádka. V roce 1963 v Československém rozhlasu nastudoval Miloslav Disman.
- Fragments d'un journal de vacances (1929, fragmenty novin z dovolené)
- Le roman et le romancier (1929, Román a romanopisec)
- Supplément à Mélanges et pastiches de Marcel Proust (1929)
- Byron (1930, Život Lorda Byrona), ISBN 80-200-0434-3
- Patapoufs et Filifers (1930)
- Relativisme (1930)
- L'Amérique inattendue, 1931
- Lyautey, (1931, Maršál Lyautey)
- Le peseur d'âmes, (1931, Vážič duší)
- Relativisme, 2e série, (1931)
- Sur le vif, (1931, Na místě)
- Tourgueniev, (1931, Turgeněv)
- L'Anglaise… et d'autres femmes, (1932, Anglické...a jiné ženy)
- Le cercle de famille, (1932, Rodinný kruh) – román
- A private universe, (1932, Soukromý vesmír)
- Proust et Ruskin, (1932)
- Voltaire, (1932, Život Voltairův)
- Chantiers américains, (1933)
- Edouard VII et son temps, (1933, Eduard VII. a jeho doba)
- En Amérique, (1933, Amerika)
- Introduction à la méthode de Paul Valéry, (1933, Úvod do Valéryho metody)
- Mes songes que voici.. , (1933)
- Byron et les femmes, (1934, Byron a ženy)
- L'instinct du bonheur, (1934, Touha po štěstí) – román
- Sentiments et coutumes, (1934, O lásce a přátelství)
- Magiciens et logicier, (1935, Srdcem a rozumem)
- Malte, (1935)
- Premiers contes, (1935, První příběhy)
- Londres (1936, Londýn)
- Textes choisis, (1936)
- Histoire d'Angleterre, (1937, Dějiny Anglie) ISBN 80-7106-058-5
- La jeunesse devant notre temps, (1937, Mládež naší doby)
- La machine à lire les pensées, (1937, Stroj na čtení myšlenek) – fantastické povídky
- La monarchie anglaise, (1937, Anglická monarchie)
- Chateaubriand, (1938, Chateaubriand)
- Les pages immortelles de Voltaire, (1938, Nesmrtelné stránky z Voltaira)
- Les aquarellistes anglais, (1939)
- Un art de vivre, (1939, Umění žít)
- L'empire français, (1939, Francouzské císařství)
- États-Unis, (1939, Spojené státy : deník z cesty po USA)
- Les origines de la guerre de 1939, (1939, Příčiny války v roce 1939)
- The battle of France, (1940, Bitva o Francii)
- Tragédie en France, (1940, Francouzská tragédie)
- Défense de la France, (1941, Obrana Francie)
- Études littéraires, I. díl (1941)
- Frédéric Chopin, (1941)
- Cinq visages de l'amour (1942, Pět tváří lásky)
- Mémoires (1942, Paměti)
  - I. Les années d'apprentissage (Učňovská léta)
  - II. Les années de travail (Léta otesání)
- Espoirs et souvenirs, (1943)
- Histoire des États-Unis (1943–1944, Dějiny USA), 2 díly
- Toujours l'inattendu arrive (1943)
- Études littéraires, II. díl, (1944)
- La campagne, (1945)
- Tu ne commettras point d'adultère, (1945)
- Transfert, (1945)
- Love in exile, (1945)
- Eisenhower, (1945)
- Franklin : the life of an optimist, (1945)
- Terre promise (1945, Zaslíbená země) – román
- Études américaines, (1946, Americký deník)
- Journal : États-Unis 1946, (1946)
- Sur les liaisons dangereuses, (1946)
- Washington, (1946)
- Conseils à un jeune Français partant pour les États-Unis, (1947)
- Histoire de la France, (1947, Dějiny Francie), ISBN 80-7106-098-4
- Les mondes impossibles, (1947, Vysněné světy)
- Retour en France (1947)
- J. L. David, (1948)
- Journal d'un tour en Amérique latine, (1948)
- Journal d'un tour en Suisse, (1948)
- Rouen dévasté, (1948)
- La malédiction de l'or, (1948)
- À la recherche de Marcel Proust, (1949, Hledání Macela Prousta)
- Alain, (1949)
- Can our civilization be saved?, (1949)
- Marcel Proust de 1906 à 1922, (1949)
- Poésie et action, (1949)
- Nouveaux discours du Docteur O'Grady, (1950)
- Ce que je crois, (1951)
- Cours de bonheur conjugal, (1951)
- Le dîner sous les marronniers, (1951)
- La divine comtesse, (1951)
- Métamorphoses, (1951)
- Paris, (1951)
- Destins exemplaires, (1952)
- Lélia, ou la vie de George Sand, (1952, Lélia neboli život George Sandové)
- Mon ami Léger, (1952)
- L'Angleterre romantique (1953)
- Lettres à l'inconnue (1953)
- Rio de Janeiro (1953)
- Tolstoï et la vie conjugale, (1953)
- Femmes de Paris, (1954)
- Olympio, ou la vie de Victor Hugo (1954, Olympio aneb život Victora Huga)
- Le poème de Versailles, (1954)
- Aux innocents les mains pleines, (1955)
- Histoire du peuple américain, (1955)
- Hollande, (1955)
- Louis XIV à Versailles, (1955, Ludvík XIV. ve Versailles)
- Nico, le petit garçon changé en chien, 1955
- Paris capitale, 1955
- Périgord, 1955
- Portrait de la France et des Français, (1955, Portrét Francie a francouzů)
- Robert et Elizabeth Browning, (1955, Robert a Elizabeth Browningovi)
- La France change de visage, (1956)
- Les roses de septembre, (1956, Zářijové růže)
- Biographie, (1957)
- Grands écrivains du demi-sičcle, (1957)
- Lecture, mon doux plaisir, (1957, Četba, mé sladké potěšení)
- Les trois Dumas, (1957, Tři Dumasové)
- Nico à New York, (1958)
- Dialogue des vivants, (1959)
- France, (1959)
- Portrait d'un ami qui s'appelait moi, (1959)
- La vie de Cecil Rhodes, (1959, Život Cecila Rhoda)
- La vie de Sir Alexander Fleming, (1959, Život Sira Alaxandra Fleminga)
- Le monde de Marcel Proust, (1960, Svět Marcela Prousta)
- Pour piano seul, (1960, Sólo pro klavír) – povídky
- Les Erophages, (1960)
- Les illusions, (1960)
- Trois portraits de femmes, (1960)
- Adrienne ou la vie de Madame de La Fayette (1961, Adriena aneb život paní de La Fayette)
- La bibliothèque publique et sa mission, (1961)
- Romans, (1961)
- Histoire parallèle (1962, Souběžné dějiny) – současné vydání dějin USA od André Mauroise a dějin SSSR od Louise Aragona
- Choses vues (1963)
- De Proust à Camus (1963, Od Prousta ke Camusovi)
- Země tisíce splněných přání
- De La Bruyère à Proust (1964, Od Bruyèra k Proustovi)
- Napoléon (1964)
- Prométhée ou la vie de Balzac (1965, Prométheus aneb Život Balzacův)
- Histoire de l'Allemagne (1965, Dějiny Německa)
- De Gide à Sartre (1965, Od Gida k Sartrovi)
- Soixante ans de ma vie littéraire (1966)
- Lettre ouverte à un jeune homme sur la conduite de la vie (1966)
- Au commencement était l'action, (1966)
- D'Aragon à Montherlant (1967, Od Aragona k Montherlantovi) – vydáno posmrtně
- Mémoires (1970, Paměti) – nové vydání dvou prvních dílů, doplněno dvěma novými díly).